# Goran Hadžić
Goran Hadžić (szerb cirill betűkkel Горан Хаџић, magyar átírással Goran Hadzsics, Pacsinta (Pačetin), akkori Jugoszlávia, mai Horvátország, 1958. szeptember 7. – Újvidék, 2016. július 12.) horvátországi szerb politikus, a horvátországi háborúban elkövetett háborús bűnei miatt a Nemzetközi Törvényszék körözést adott ki ellene.

## Fiatal évei
Hadžić 1958-ban született egy Pacsinta nevű kis faluban, mely félúton található Vukovár és Vinkovce között. Politikusi pályája előtt raktárosként dolgozott. Fiatal korában belépett a Jugoszláv Kommunista Pártba, az 1980-as évek végén pedig csatlakozott a horvátországi Szerb Demokrata Párthoz.
Politikai karrierje ezután gyorsan emelkedett a ranglétrán. 1990 júniusában a párt vukovári helyi szervezetének elnöke lett. 1991. márciusában már Vukovár önkormányzati bizottságának elnökeként tevékenykedett, valamint tagja volt a Demokrata Párt politikai és végrehajtó bizottságának Tinninben, és vezetője a párt kelet-szlavóniai, baranyai és nyugat-szerémségi (ez egyike volt az etnikai szerbek által önkényesen kikiáltott politikai entitásoknak) területi bizottságának. 1991. június 25. előtt Hadžić a Szerb Nemzeti Tanács és a Szerb Demokrata Fórum jelentős vezetői közé tartozott.

## Szerb szakadárként
Habár Horvátország még Jugoszlávia része volt, a válságot már érezni lehetett, és a szlovén elszakadás után már csak idő kérdése volt, hogy Horvátország mikor kezdi meg függetlenségi háborúját Jugoszláviával szemben. Hadžić részese volt a Plitvicei-tavaknál történt eseményeknek 1991 márciusának végén, a horvátországi háború kezdetén. 1991. június 25-én egy kelet-szlavóniai szerbek csoportja kongresszust rendezett (Velika narodna skupština Slavonije Baranje i Zapadnog Srema), ahol döntöttek egy Szerb Autonóm Régió (Serb Autonomous Oblast - SAO) felállításáról. A SAO a már említett kelet-szlavóniai, baranyai és nyugat-szerémségi területek, valamint a Horvátországtól további elszakadó területekből állott össze. Hadžićot megválasztották az új „ország” kormányfőjének. Hamarosan a SAO egyesült két másik politikai csoportosulással és megalakult a Szerb Krajinai Köztársaság (RSK). Az új országot nemzetközileg nem ismerték el. [forrás?]
1992. február 26-án a köztársaság parlamentje Goran Hadžićot tette meg a Szerb Krajinai Köztársaság új elnökének, Milan Babić-ot váltva ezen a pozíción. Babićnak azért kellett távoznia mert ellenezte a Cyrus Vance nevével jelzett béketervet, Slobodan Miloševićcsel ellentétben. Egyes jelentések szerint Hadžić azzal dicsekedett, hogy ő a jugoszláv elnök hírvivője. Hadžić 1994. decemberéig töltötte be a szerb köztársaság legmagasabb funkcióját. [forrás?]
1993 szeptemberében, amikor Horvátország elindította a Medački džep hadműveletet, Hadžić sürgönyzött Belgrádnak a maguk számára erősítésért, fegyverekért és felszerelésekért. A kérvényt a szerb hivatali körök mellőzték, habár körülbelül 4000 tagból álló félkatonai alakulatok, élükön Arkan kapitánnyal és a Szerb Önkéntes Gárdával, érkeztek az országba, hogy erősítsék a krajinaiak hadseregét. 1994 februárjában Milan Martić váltotta Hadžićot az elnöki székben. 1995-ben azzal fenyegetőzött, hogy Kelet-Szlavóniát elszakítja Krajnától, mert azt tervezte, hogy majdan egyesíteni kell egész Krajnát a Szerb Krajinai Köztársasággal.
1995. augusztusában, a Vihar hadművelet után a felbomló Krajinai Köztársaság egyes, észak-szlavóniai részei még a horvát kormány irányításán kívül maradtak. 1996 és 1997 között Hadžić elnöke volt a Srem-Baranja körzetnek, miután ezen régiót békésen újraegyesítették Horvátországba az Erdődi Egyezmény kikötései alapján. Hadžić később Szerbiába költözött, amely ekkor még tagja volt Jugoszláviának. 2000-ben részt vett a háborús bűnökkel vádolt Željko Ražnatović-Arkan temetésén Belgrádban, "nagy hősnek" nevezve őt nekrológjában.

## Megvádolása és bujkálása
Hadžićot távollétében két esetben ítélték el Horvátországban: 1995-ben bűnösnek találták a Šibeniket és Vodicét ért rakétatámadások miatt, 20 év börtönt kapott. 1999-ben a Tenjában (közel Eszékhez) elkövetett háborús bűnök miatt további 20 év börtönbüntetés letöltésére ítélték. 2001-ben felkerült az Interpol legkeresettebb személyek listájára és vörös színkóddal ellátott megfigyelést terjesztettek ki rá, ez a legmagasabb szint az Interpol hét kategóriája közül.
2002-ben a horvát főügyész újabb vádiratot hozott fel ő ellene, az úgynevezett „vukovári hármas” (Veselin Šljivančanin, Mile Mrkšić és Miroslav Radić), valamint a Jugoszláv Néphadsereg legmagasabb rangú katonai parancsnokai ellen, majdnem 1300 horvát meggyilkolása Vukovárott, Eszékben, Vinkovcében, Županja-ban stb. vádjával.

### A Nemzetközi Törvényszék vádjai
A jugoszláviai eseményekkel foglalkozó Nemzetközi Törvényszék 2004. június 4-én vádolta meg Hadžićot háborús bűnökkel.
A volt vezetőt 14 pontban vádolták meg háborús és emberiesség elleni bűnökkel, azzal, hogy nagy valószínűséggel részese volt horvát civilek ezreinek deportálásában és meggyilkolásában a Horvát Köztársaság területén 1991 és 1993 között. Vádirata külön kitért az 1991-es vukovári mészárlásra, amikor 250 ember, legtöbbjük horvát lelte halálát, de ugyancsak vizsgálni kívánták Hadžić szerepét a dályai, erdődi, lovasi mészárlásokban, ahogyan részvételét a óécskai, bégatárnoki, szávaszentdemeteri koncentrációs táborok felállításában, valamint otthonok, kulturális és szakrális épületek féktelen lerombolását Dályában, Erdődben, Lovasban, Felsőtárnokon és Vukovárott.
Hetekkel tervezett letartóztatása előtt, Hadžić eltűnt újvidéki otthonából. 2005-ben a szerb média jelentette, hogy talán egy szerb ortodox kolostorban bujkál Ürögben, vagy esetleg Bijelában, Montenegróban. Nenad Čanak, a Vajdasági Szociáldemokrata Liga vezetője, 2006-ban állította, hogy Hadžić egy rendházban bujkál, valahol a Tarcal-hegységben. Egy időben olyan pletykák is napvilágra kerültek, hogy a körözött volt politikus Fehéroroszországban tartózkodik.
2007 októberében a szerb kormány nemzetbiztonsági tanácsa 250 ezer eurót ajánlott fel információkért, melyek elvezethetnek Hadžić tartózkodási helyéhez és végül letartóztatásához. 2010-ben az amerikai külügyminisztérium által indított Rewards for Justice Program 5 millió amerikai dollárt ajánlott fel ugyanerre a célra. Még ebben az évben Szerbia megemelte a vérdíjat 1,4 millió dollárra.
A sajtó azon kérdésére, hogy az ICTY tárgyalja-e majd Hadžić ügyét, a horvátországi szerb politikus Milorad Pupovac jelezte, jobb lenne, ha a per Horvátországban zajlana le (mivel Hadžić horvát állampolgár volt, erre lehetett volna lehetőség).
A szerb rendőrség rajtaütött Hadžić házában 2009. október 9-én, és lefoglalta néhány holmiját, de további részleteket nem közölt az akció után.
Az Európai Unió Tanácsa 2005-ben határozatban befagyasztotta Hadžić minden pénzvagyonát, 2007-ben pedig családját is kitiltotta az Európai Unió területéről.
Radovan Karadžić 2008-as és Ratko Mladić 2011. májusi elfogásával Goran Hadžić maradt az utolsó olyan szerb háborús bűnös, akit a Nemzetközi Törvényszék megvádolt és még szökésben volt. Amikor a srebrenicai mészáros Mladićot 15 év bujkálás után letartóztatták, az események felgyorsultak az "utolsó nagy hal" Hadžić ügyét illetően is. Elfogása sokak szerint azért is volt fontos, mert ezzel elhárult az utolsó olyan akadály Hadžić személyében, amit az Európai Unió támasztott feltételként Szerbia irányába, hogy megkezdődhessenek a két fél között a csatlakozási tárgyalások.

## Elfogása
Goran Hadžićot 2011. július 20-án reggel fél 9 előtt pár perccel fogták el a szerb hatóságok a vajdasági Tarcal-hegységben, a hírt maga az elnök, Boris Tadić közölte a sajtóval. Egy lopott Modigliani-mű vezette el a nyomozókat a politikus hollétére. Goran Hadžić készpénzért akart túladni a festményen, hogy abból a pénzből fedezze tovább bujkálását. Az elnök szerint a letartóztatással lezárult egy nehéz fejezete a szerb történelemnek.
A rendőrség Krušedol Selo falunál, a Tarcal-hegységben találta meg, ahol valószínűleg a kezdetektől fogva bujkált, a nyomozók pontban 8:24-kor csaptak le rá. Még aznap őrizetbe vették Belgrádban. A bujkálás évei alatt egy helyi nőtől született lánya. A lakosok elmondása szerint fogalmuk sem volt, hogy Hadžić a szomszédukban lakik. A volt politikus az évek során nem sokat változott (pl. Karadžićhoz képest), kissé megőszült.
Ezzel a hatóságok kezére került a volt Jugoszláviában elkövetett háborús bűnöket vizsgáló Nemzetközi Törvényszék (NT) által háborús bűnökkel vádolt utolsó szerb vezető is.

### Reakciók
Ratko Mladić elfogása után az EU továbbra is ragaszkodott az utolsó háborús bűnös kiadatásához is Hágának, hogy ott folytassák le a pert. Az EU kijelentette, hogy amíg van háborús szökevény, az visszafogja Szerbia lehetséges EU-tagságát és magát az országot, a The New York Times szerint, "Szerbiának eleget kell tennie kötelességének az ENSZ törvényszék felé". Várhatóan Szerbia hivatalos tagjelölt lehet már 2011 decemberében. Az EU vezetői gratuláltak Szerbiának az elfogásért és azt Szerbia elkötelezettségét egy jobb európai jövőért jeleként értékelték."Uri Rosenthal holland külügyminiszter szerint a letartóztatás "egy jó lépés. Miután Mladićot letartóztatták, azt mondtuk a szerbeknek: most már tényleg eljött az utolsó lépés, el kell kapni Hadžićot [az EU-csatlakozáshoz]. És ez most megtörtént. Ez magába foglalja az emberi jogokat, a korrupció és csalás visszaszorítását, a gazdaság rendbetételét és nem utolsósorban az együttműködést a jugoszláv ügyeket vizsgáló törvényszékkel. Ez utóbbi valóban történik."
Ebből az következik, Tadić legfontosabb külpolitikai célja az EU-hoz való csatlakozás. Az elnök szerint a kiadatás napokon belül meg fog történni. Ügyvédje, Toma Fila már korábban leszögezte, hogy nem fognak fellebbezni a kiadatás ellen: "Goran Hadžić aláírta [a dokumentumot], hogy lemond minden fellebbezési jogáról a kiadatás kapcsán... A feltételek a kiadatáshoz teljesültek."

## Kiadatása és tárgyalása
2011. július 22-én Snežana Malović igazságügyi miniszter megerősítette, hogy Hadžićot kiadták Hágának, a politikust egy kis Cessna repülőn szállították el, miután beteg édesanyja meglátogathatta a börtönben, akárcsak felesége, fia és testvére.

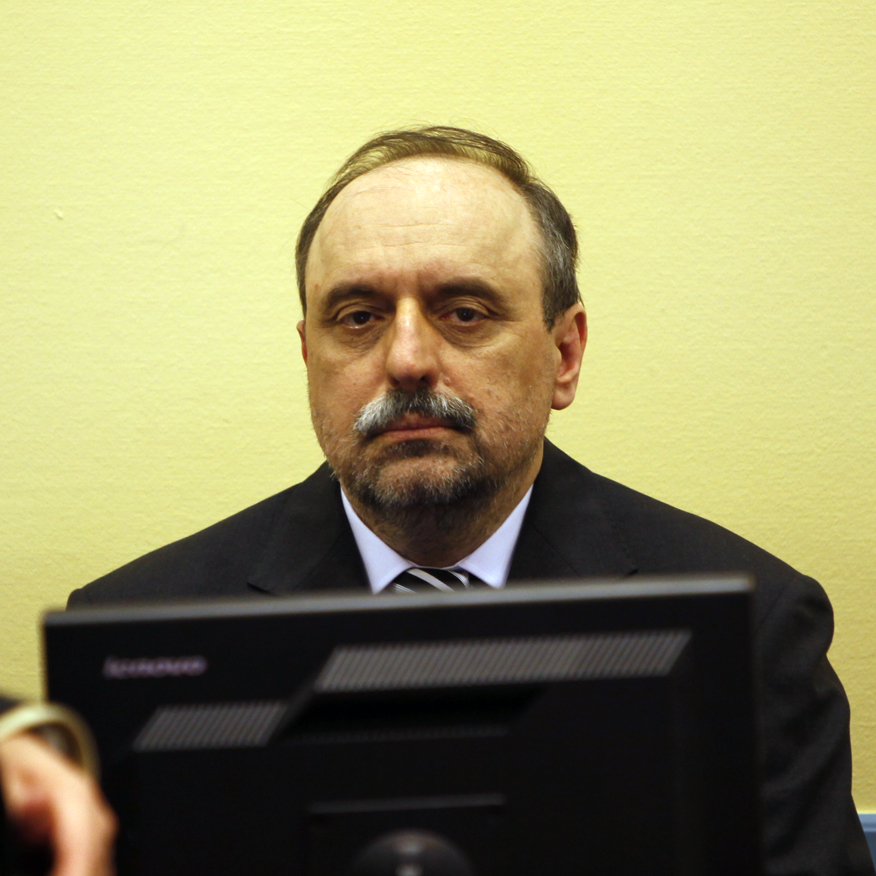
Hadžić első hágai meghallgatásán, 2011. július 25-én

Meghallgatása július 25-én, hétfőn kezdődött meg Hágában. Hadžićot a scheveningeni börtönből szállították az 1-es számú tárgyalóterembe, ahol jelen volt védője, a Fila ügyvédi iroda képviselője, Vlada Petrović is. A Hadžić iránti médiaérdeklődés meg sem közelítette az elődei iránt tanúsított felfokozott figyelmet. Alig pár, jórészt az egykori Jugoszlávia területéről érkezett médium képviselője jelentette be részvételét a tárgyalás menetének kísérésére. Hadžić a bírák előtt akkor még nem nyilatkozott arról, hogy bűnösnek tartja-e magát az ellene felhozott vádakban. Egy hónappal később, második meghallgatásán már tagadta bűnösségét az ellene felhozott 14 vádpontot illetően.
2012 októberében az ügyészség vádismertetésével hivatalosan is megkezdődött Hadžić pere. Douglas Stringer ügyész bevezetőjében hangsúlyozta Hadžić szoros kapcsolatát a szerbiai vezetéssel, a vádlottat Slobodan Milošević elnök egykori fő horvátországi végrehajtójának nevezve. Stringer szerint Hadžić rendszerét Belgrádból finanszírozták.
2013 decemberében Hadžić kérelmet nyújtott be, amelyben bizonyítékok hiányára hivatkozva szabadon engedését kérte. Beadványát a Nemzetközi Törvényszék 2014 februárjában elutasította.
2014 októberében perét felfüggesztették, miután egészségi állapotára hivatkozva nem tudott megjelenni az esedékes tárgyalásnapon. Novemberben előrehaladott agydaganatot diagnosztizáltak nála, kemoterápiás kezelését azonnal megkezdték. Az ügyészség indítványozta, hogy a per távollétében folytatódjon, a törvényszék azonban ezt elutasította. Kezelés céljából 2015 áprilisában Hága ideiglenesen szabadlábra helyezte a következő hónap erejéig. Hadžić a szerb belügyminisztérium kezessége alapján utazhatott el Hollandiából azzal a kikötéssel, hogy szerbiai tartózkodása idején nem hagyhatja el Újvidék közigazgatási területét, éjjel nem hagyhatja el a házat ahol tartózkodik, és ahol naponta meglátogatja őt a belügyminisztérium képviselője. 2015 júniusában ismét gyógykezelésre távozott Szerbiába, ezúttal már határozatlan ideig azzal a feltétellel, hogy kezelőorvosának rendszeres jelentést kellett tennie Hadžić állapotáról a Törvényszék felé.
A Nemzetközi Törvényszék 2016 áprilisában Hadžić perének határozatlan idejű megszakítása mellett döntött, a vádlott egészségi állapotára hivatkozva. Szinte napra pontosan öt évvel elfogása után, 2016. július 12-én Hadžić a kezelése helyszínéül szolgáló egyik újvidéki kórházban meghalt, így büntetőperében nem született ítélet.

## Fordítás
Ez a szócikk részben vagy egészben  a   Goran Hadžić című angol Wikipédia-szócikk ezen változatának fordításán alapul.  Az eredeti cikk szerkesztőit annak laptörténete sorolja fel. Ez a jelzés csupán a megfogalmazás eredetét és a szerzői jogokat jelzi, nem szolgál a cikkben szereplő információk forrásmegjelöléseként.